# Shut Your Mouth
Shut Your Mouth – singiel Katerine pochodzący z albumu „Overdrive”.

## Formaty i listy utworów singla
| Lp.                | Tytuł | Czas |
| ------------------ | --- | ---- |
| CDr, Single, Promo | |      |
| 1.                 | "Shut Your Mouth" (Radio Edit) Mixed By [Fine-tuned By] – Frank J                                                     | 3:11 |
| 2.                 | "Shut Your Mouth" (Daniel Bovie Short) Edited By – Frank J Remix – Daniel Bovie Remix [Credited To] – Danny van Wauwe | 3:29 |
| 3.                 | "Shut Your Mouth" (FTW Short) Remix – FTW Remix [Credited To] – Frank T. Wallace                                      | 3:17 |

## Pozycje na listach i certyfikaty
| Lista przebojów (2008) | Najwyższa pozycja | Certyfikat |
| ---------------------- | ----------------- | ---------- |
| Belgium Singles Chart  | 3                 | -          |